# 迪恩·兰多尔
迪恩·兰多尔（英語：Deon Lendore，1992年10月28日—2022年1月10日）是一名专长于400米赛跑的千里達與托巴哥男子短跑运动员。
兰多尔在佛罗里达州米拉马尔的2011年泛美青少年田径锦标赛400米上赢得一枚银牌。2012年，他在伦敦奥运收获男子4×400米接力的铜牌。
2022年1月10日，蘭多爾在美國德州因車禍而喪生。